# باتريك وليامز (فنان قتال مختلط)
باتريك وليامز (بالإنجليزية: Patrick Williams) هو فنان قتال مختلط أمريكي، ولد في 7 سبتمبر 1981 في ميامي في الولايات المتحدة.

## وصلات خارجية
- باتريك وليامز على موقع يو إف سي (الإنجليزية)
- باتريك وليامز على موقع شيردوغ (الإنجليزية)
- باتريك وليامز على موقع IMDb (الإنجليزية)